# Portrait de Giuseppe Verdi à l'écharpe blanche et haut-de-forme
Le Portrait de Giuseppe Verdi à l'écharpe blanche et haut-de-forme est un pastel tracé en cinq heures en 1886 dans son atelier parisien par Giovanni Boldini. Il représente le compositeur italien d'opéra romantique du XIXe siècle Giuseppe Verdi. Il est conservé à la Galerie nationale d'art moderne et contemporain située dans la Villa Borghèse à Rome.

## Genèse

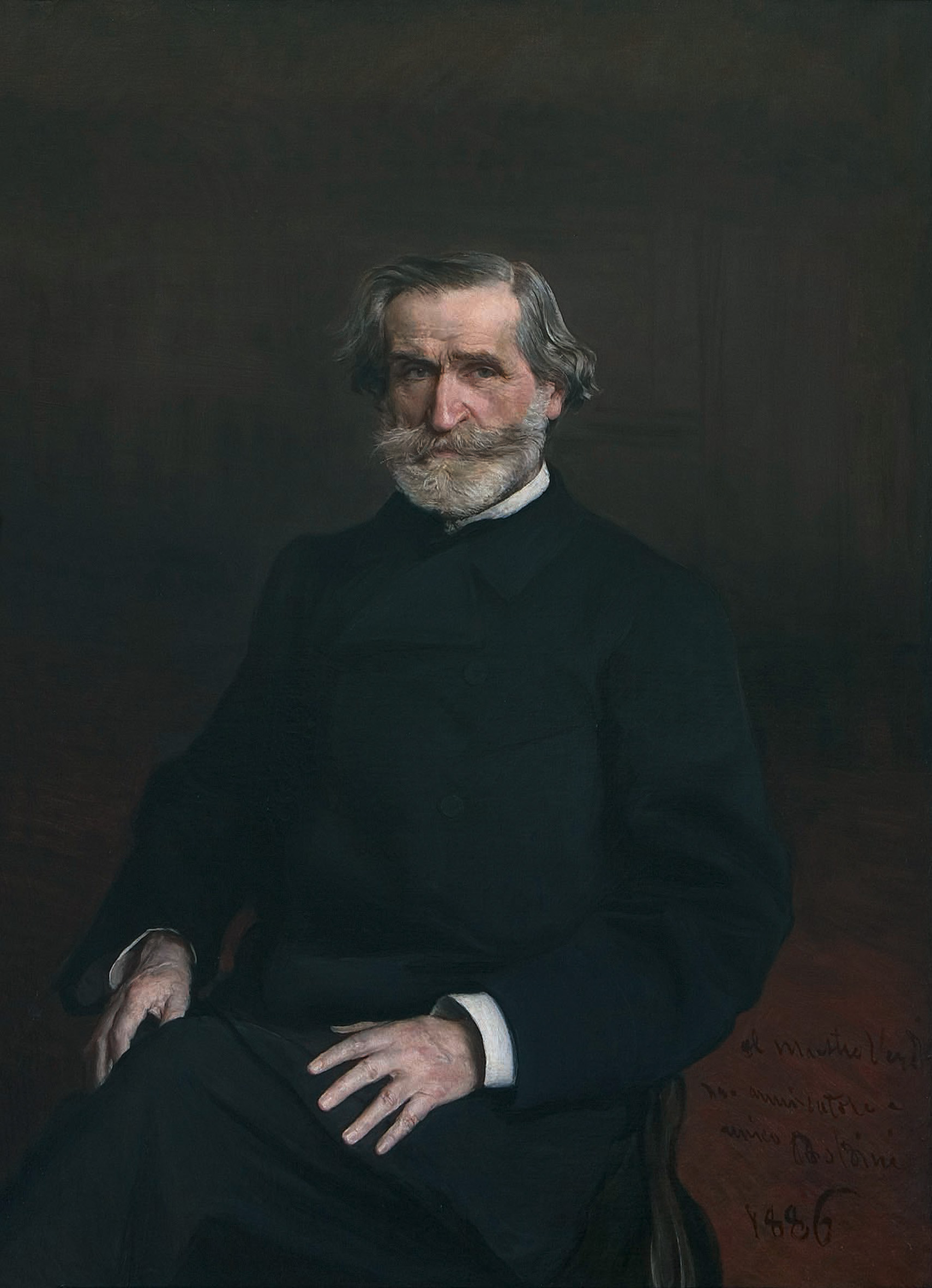
Premier portrait que Boldini a consacré à Giuseppe Verdi, aujourd'hui conservé à la Casa di riposo per musicisti de Milan

Bien que certaines critiques s'obstinent à stigmatiser l'amitié entre Boldini et Giuseppe Verdi comme une simple fanfaronnade publicitaire de la part du peintre, en réalité la documentation conservée témoigne que les deux étaient liés par une estime mutuelle. Bien que Boldini ne possédât pas une solide érudition musicale, il considérait Verdi comme une « idole » et ne cessait de s'enquérir de ses événements biographiques et lyriques. Giovanni Boldini est l'un des meilleurs amis d'Emanuele Muzio qui rêve depuis longtemps de voir son maître poser pour le peintre. La correspondance qui lie Boldini à Emanuele Muzio, compositeur qui, étant le seul élève et assistant de Verdi, agit comme un trait d'union entre les deux, est significative. Le compositeur italien, peu enclin à l'autocélébration (même si picturale), se laisse convaincre de poser pour le peintre italien de Paris après avoir vu Le Chef d'orchestre Emanuele Muzio sur l'estrade, montrant Muzio avec une baguette à la main alors qu'il dirige un concert. Impressionné par la spontanéité de l'œuvre, Verdi, de sa propriété de Sant'Agata, aurait transmis ce commentaire pétillant à Muzio : « Cher Emanuele, j'accepte ! Et merci à vous et M. Boldini du beau portrait qu'il y a fait ». Boldini n'aurait entrepris l'exécution du portrait que deux ans après la commande : dans ce laps de temps, la sympathie qui lie les deux ne diminue pas du tout, à tel point qu'en 1884, Boldini assiste à Aida et le Noël de la même année, il est à Gênes, invité de Verdi et Muzio.
En mars 1886, Giuseppe Verdi est à Paris pour entendre sur scène Victor Maurel, le baryton pressenti pour le rôle de Iago dans Otello. Lors de la visite du musicien, accompagné de Muzio et de Giuseppina Strepponi, sa femme, à l'atelier du no. 11 place Pigalle, Boldini réalise un premier portrait après une série de longues poses qui indisposent le musicien à Paris pour son travail. La première séance de pose n'est pas du tout convaincante : Verdi est ce jour-là particulièrement irritable et nerveux car surchargé d'engagements et, de plus, il ne peut pas contenir son tempérament bavard, à tel point qu'il parle constamment de travail avec Muzio, modifiant ainsi la pose et le processus pictural. A cette intolérance substantielle du compositeur s'ajoutent également l'émotion de Boldini et les plaintes continuelles de Giuseppina Strepponi, mécontente des conditions lumineuses de l'atelier, à son avis insuffisantes pour un peintre d'une telle profondeur. La première version du Portrait de Giuseppe Verdi dépeint le compositeur dans une attitude austère et assurée, baignée d'une lumière qui s'attarde surtout sur les mains, posées sur ses genoux. 
Ce tableau, aujourd'hui conservé à la Casa di riposo per musicisti de Milan, laisse aigris tant le peintre que le compositeur, particulièrement perplexe surtout sur les éventuels frais de transport qu'il aurait à engager, qualifiant le sujet de « beau gâchis ». Boldini, pour sa part, a mal compris et pense que c'est la peinture qui est un « gâchis ». Ayant résolu ce malentendu, il supplie le compositeur de lui accorder une dernière séance assise, afin de « rattraper le mauvais résultat de l'œuvre précédente » : c'est ainsi que le 9 avril 1886, en seulement cinq heures, la version définitive est créée, en utilisant la technique du pastel, unanimement considérée comme l'un des points culminants de l'iconographie de Verdi. Le compositeur est également profondément impressionné et, à la fin de la séance de pose, il s'arrête pour le petit-déjeuner à l'atelier du peintre qui apporte les touches finales. 
Boldini lui-même est pleinement satisfait de son travail et le garde jalousement avec lui tout au long de sa vie, le considérant comme l'un de ses rares tableaux où son talent artistique s'exprime au maximum de son potentiel : il ne le vend même pas au prince de Galles, qui s'est déclaré prêt à accorder au peintre une somme d'argent substantielle. Le peintre conserve d'abord le portrait pour le présenter lors de l'Exposition universelle de Paris de 1889, de l'Exposition internationale de Bruxelles de 1897 et à la première Biennale de Venise en 1895, pour finalement le donner à la Galerie nationale d'art moderne et contemporain de Rome en 1918,. 
L'huile sur toile, accrochée au mur du salon du Villa del Principe, résidence hivernale du couple Verdi à Gênes, est aujourd'hui conservée à la Casa di riposo per musicisti de Milan.

## Description
Le pastel représente Giuseppe Verdi à mi-corps de face. Le maître porte son fameux manteau, une écharpe de soie nouée autour du cou et le haut-de-forme luisant posé sur sa tête : son habillement soigné et mondain est signe de sa prospérité économique, et l'écharpe en particulier offre un témoignage de son flair artistique incomparable. L'expressivité de son expression est palpable : ses yeux limpides et clairs fixent l'observateur avec curiosité, les narines semblent presque frémir, et le léger parfum du visage se dissout dans la barbe blanche et soignée, rendue avec des tons blancs et des traits fins noirs, qui donnent à la composition un calme solennel, presque hiératique. Verdi lui-même, émerveillé par la caractérisation psychologique aiguë du visage, reconnut ouvertement « la ressemblance et le mérite de l'œuvre », ajoutant même qu'elle lui sembla « plutôt une plaisanterie qu'un portrait sérieux », peut-être surpris par l'attitude de son alter ego pictural, tellement pénétrant qu'il semble même caricatural.

## Analyse

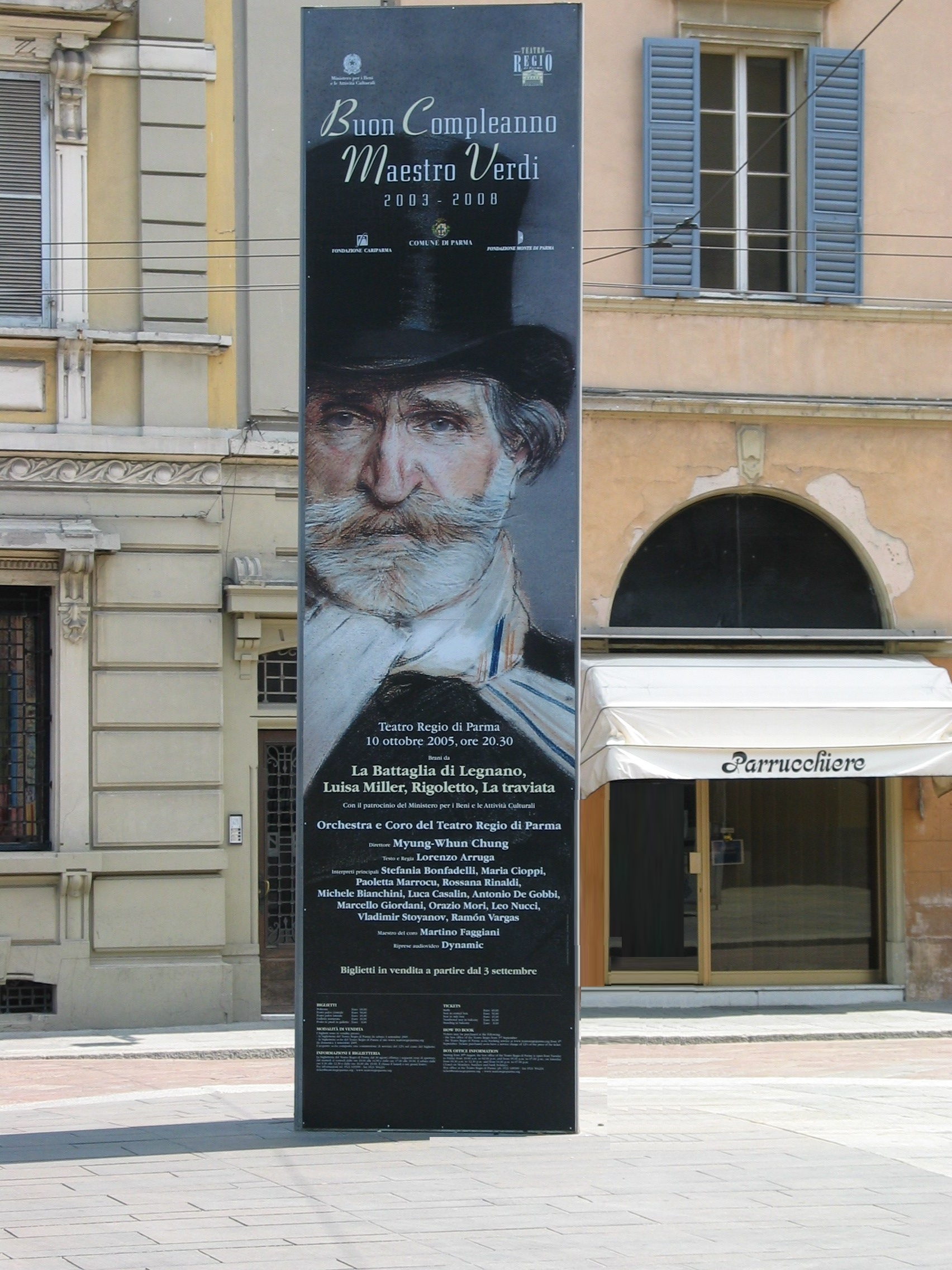
Totem célébrant l'anniversaire de la naissance de Verdi, installé à Parme.

Témoignage de la personnalité complexe du compositeur, le tableau de Boldini souligne avec un réalisme saisissant l'humanité de Verdi dépouillée de l'aura mythique imposée par la célébrité. Il s'agit du portrait de Verdi le plus connu. En haut à droite, une inscription autographe permet une datation précise de l'œuvre (9 avril 1886). 
Sous l'ombre des rebords du haut-de-forme, le regard du musicien âgé s'adresse au spectateur, franc et direct, marquant l'autorité et le charisme du maestro. Les yeux clairs laissent deviner une ombre de mélancolie, un sentiment légèrement désabusé : Verdi est au sommet de sa gloire, mais le Risorgimento n'a pas répondu à ses espoirs. La fine bouche semble interroger le futur, dissimulée sous la moustache de chat et la barbe blanche pointillées de fines lignes noires. 
La redingote et le chapeau noir comme l'écharpe blanche nouée autour du cou contrastent avec la couleur neutre du fond sur lequel le buste du personnage est comme incrusté en relief. Contrastent aussi avec les formes douces du sujet la rigidité du mouchoir, ses lignes droites bleues et jaunes et sa composition en diagonales opposée à la verticale du reflet du chapeau et de la ligne du nez qui divisent le tableau.   
Par le traitement pictural différencié des différentes parties - certaines esquissées dans les moindres détails, d'autres laissées à l'état d'esquisse - Boldini restitue une image forte et vibrante de Verdi, qui s'impose aux yeux du spectateur avec une délicate instantanéité malgré l'économie substantielle de lignes et couleurs. Boldini déploie ici ses qualités de macchiaiolo pour tracer le portrait du musicien à grands coups de pinceau rapides et incisifs conférant au sujet « épaisseur du matériau et densité chromatique ». D'un point de vue technique, l'œuvre s'articule sur les diagonales décrites par les faisceaux du mouchoir, élément rigide qui, entre autres, se détache chromatiquement des autres parties du tableau, et sur la direction verticale identifiée par l'arrière du nez, qui divise en deux le tableau.   
L'expressivité du portrait est telle que Verdi, surpris, a demandé à Giulio Ricordi de l'utiliser pour l'édition d'Otello.